# Юдита вбиває Олоферна (Джентілескі)
«Юдіф, що вбиває Олоферна» — картина італійської художниці раннього бароко Артемізії Джентілескі, написана в 1612-13 роках і зараз знаходиться в Музеї Каподімонте в Неаполі, Італія.
Картина вважається однією з її культових робіт. На полотні зображена Юдита, яка обезголовлює Олоферна. Темою картини є епізод з Книги Юдити у Старому Завіті, в якому розповідається про вбивство ассирійського полководця Олоферна ізраїльською героїнею Юдитою. На картині зображено момент, коли Юдита за допомогою своєї служниці Абри обезголовлює полководця після того, як він заснув у п'яному стані. Джентілескі в період між 1613 і 1621 роками написала другу версію, яка зараз знаходиться в Уффіці, Флоренція.
Ранні феміністичні критики інтерпретували картину як форму візуальної помсти після зґвалтування Джентилескі її наставником Агостіно Тассі в 1611 році;  інші мистецтвознавці розглядають картину в контексті її досягнення в зображенні сильних жінок.

## Створення
Артемізії Джентілескі було близько двадцяти років, коли вона написала картину «Юдита вбиває Олоферна». До цього вона також створила картини «Сусанна та старці» та «Мадонна з немовлям». Ці роботи вже дають уявлення про майстерність Джентілескі у зображенні рухів тіла та виразу обличчя для вираження емоцій. Рентгенівські знімки картини показують, що Джентілескі зробила кілька змін (наприклад, положення обох рук Юдити та драпірування), перш ніж картина досягла  свого теперішнього стану.

### Відродження

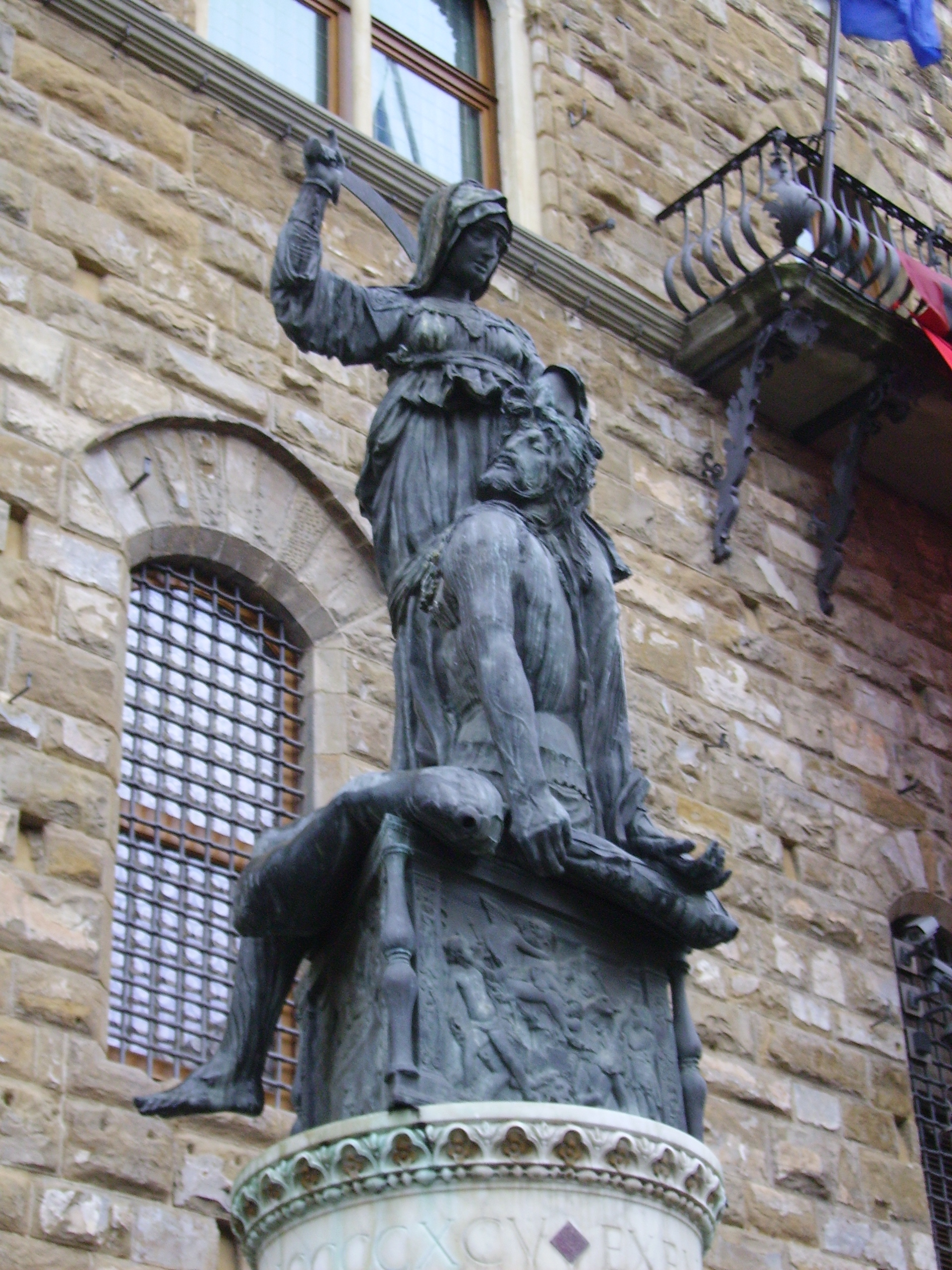
Донателло, «Юдита й Олоферн», c. 1457—1464. Бронза; 236 см Палаццо Веккіо, Флоренція.

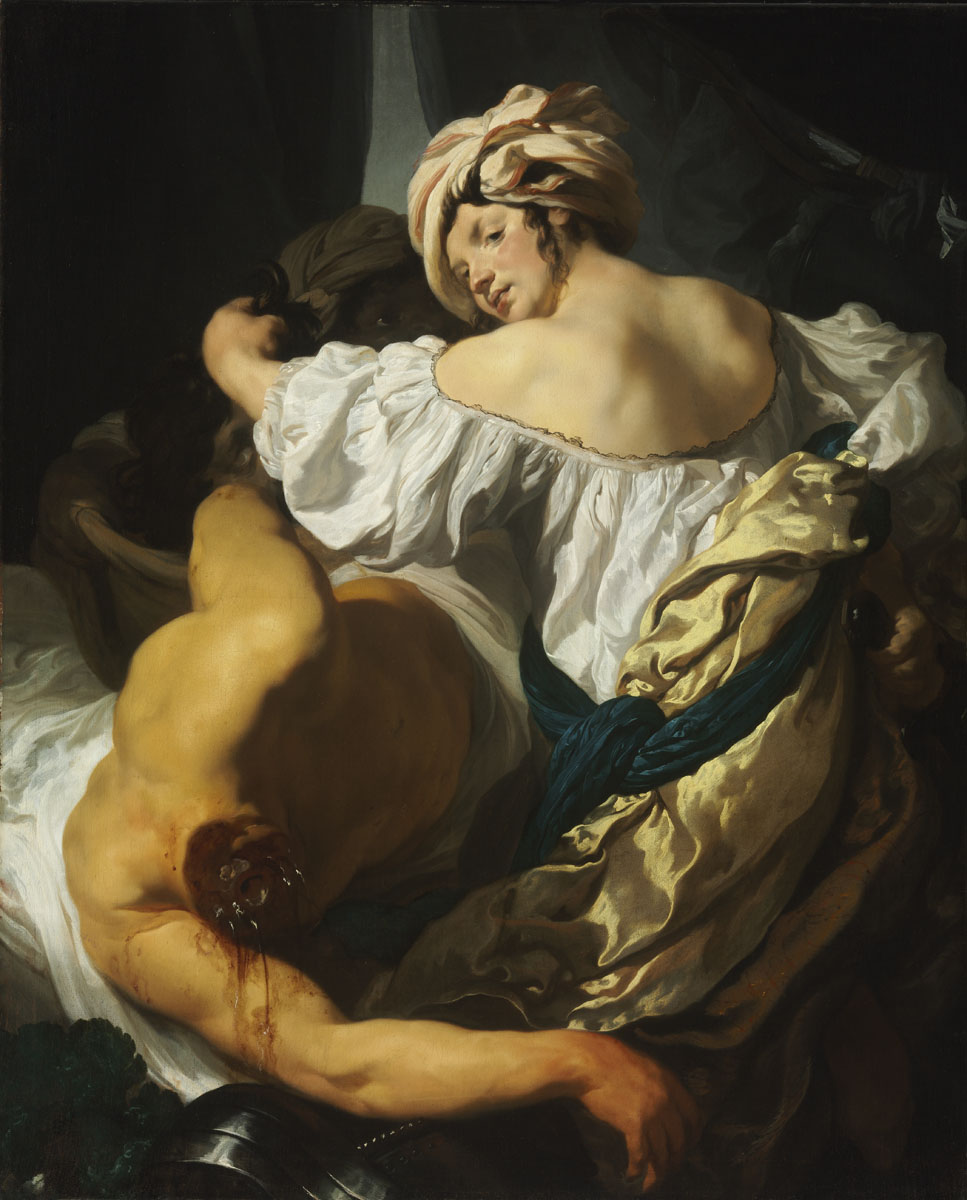
Йоганн Лісс. «Юдита з головою Олоферна», бл. 1622 рік. Національна галерея, Лондон

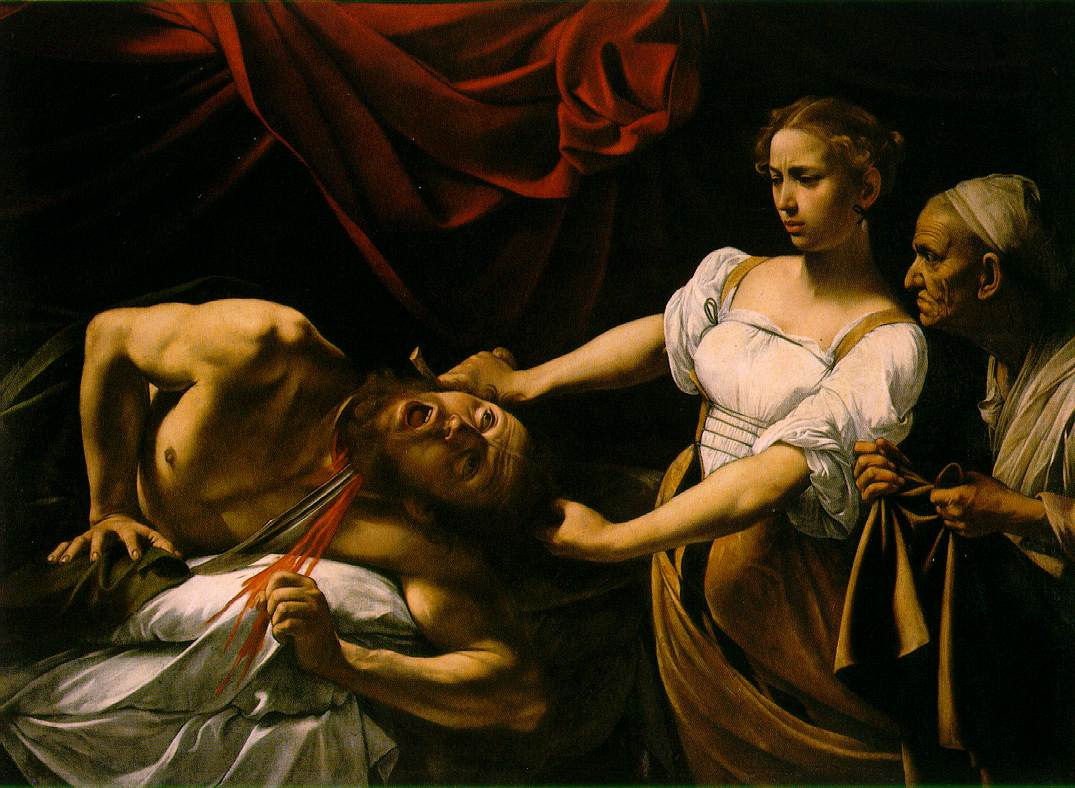
Мікеланджело Мерізі да Караваджо, «Юдита й Олоферн», бл.1599. Національна галерея античного мистецтва Палаццо Барберіні, Рим

#### Пов'язані картини Артемізії Джентілескі

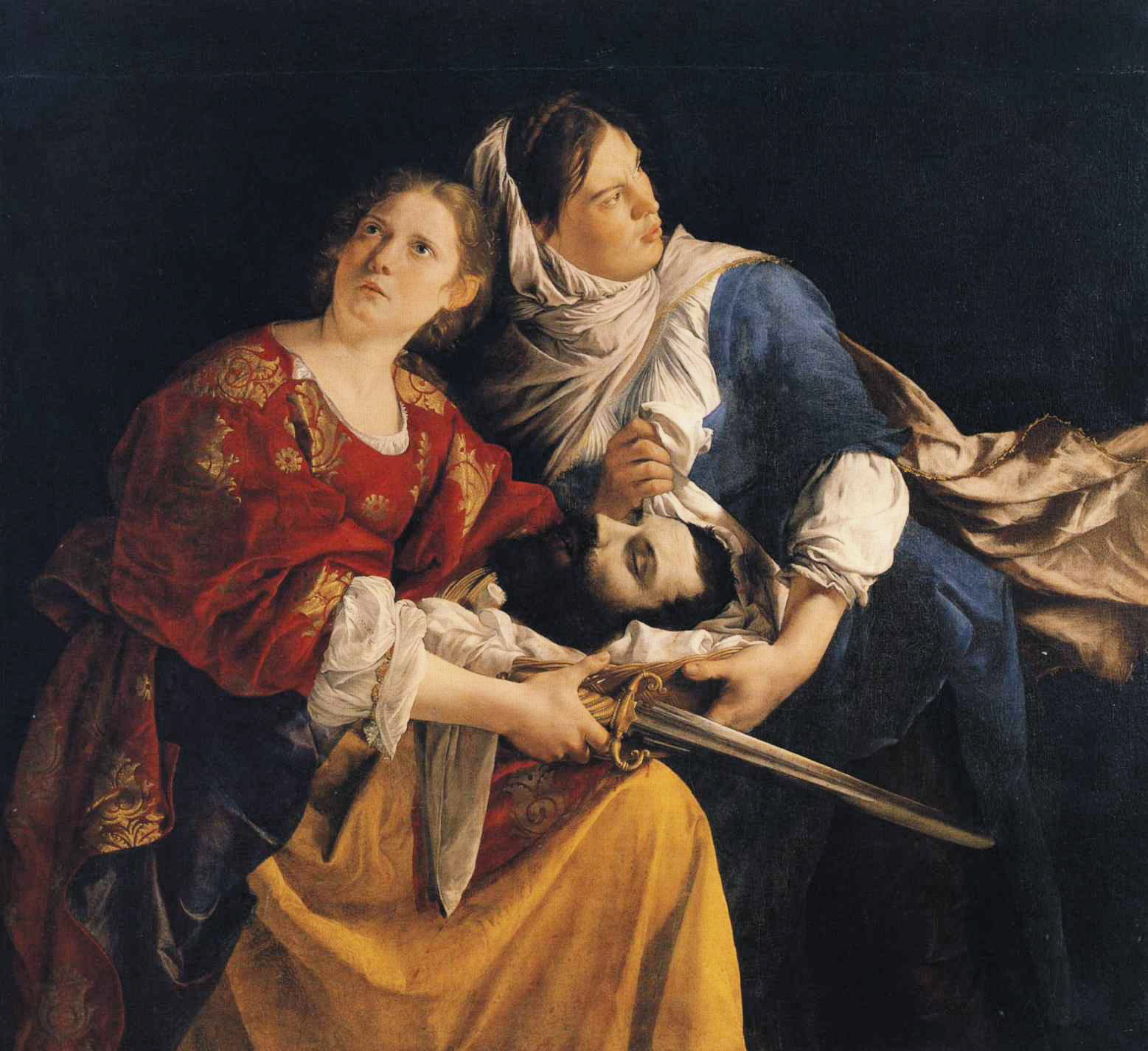
«Юдита та її служниця з головою Олоферна», Ораціо Джентілескі, 1624 р.